# Curtiss JN Jenny

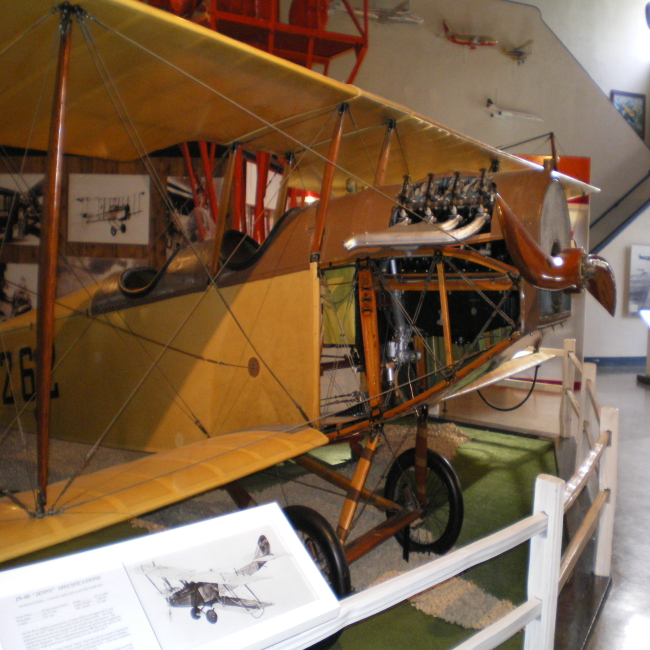
Um Curtiss JN-4D no San Diego Air and Space Museum sendo restaurado.

Curtiss JN "Jenny" é a desginação de uma família de biplanos de dois lugares construídos pela Curtiss Aeroplane Company de Hammondsport, que mais tarde se tornou a Curtiss Aeroplane and Motor Company.
Apesar de a série Curtiss JN ter sido originariamente produzida como avião de treinamento para o Exército Norte americano, o "Jenny" (apelido derivado da sigla "JN") continuou atuando depois da Primeira Guerra Mundial como avião civil, vindo a se tornar a "espinha dorsal" da aviação civil dos Estados Unidos no pós Guerra".
Milhares de Jennys excedentes foram vendidos a preços baixos para o mercado privado depois da Guerra, tornando-o essencial no período conhecido como "barnstorming" que ajudou a despertar a aviação civil nos Estados Unidos durante a década de 1920.

## Projeto e desenvolvimento

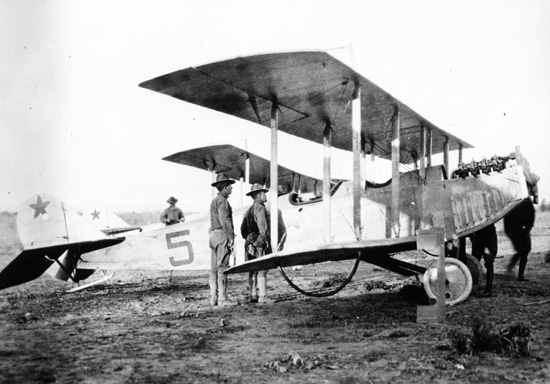
O Curtiss JN-3, antecessor do JN-4, enviado para o México, ~1916.

A Curtiss combinou as melhores características dos modelos "J" e "N" (ambos de treinamento), construídos para o Exército e para a Marinha, e começaram a produzir a série "JN" ou "Jenny" em 1915. A Curtiss construiu apenas um pequeno número dos modelos JN-1 e JN-2. O projeto foi encomendado por Glenn Curtiss a Benjamin D. Thomas, projetista bem sucedido em outras empresas como a Vickers-Armstrongs e a Sopwith Aviation Company.
O JN-2 era um biplano de asas de mesma envergadura com os ailerons sendo controlados por suportes de ombro localizados na cabine traseira. Ele tinha uma performance deficiente, especialmente na subida devido ao peso excessivo. O melhorado JN-3 incorporava envergaduras diferentes com ailerons apenas nas asas superiores, controlados por uma espécie de "volante". Além disso, uma barra para os pés foi adicionada para controlar o leme.
O modelo JN-2, foi entregue em julho de 1915 e entrou em serviço no mês seguinte. Depois de várias reclamações dos pilotos e dois acidentes com quedas, sendo um deles fatal, o comandante do esquadrão decidiu manter o modelo em terra até a chegada de um modelo revisado, o J-3, o que ocorreu em outubro quando dois exemplares do J-3 chegaram e os seis J-2 restantes foram reformados para essa nova versão. Em março de 1916 esse oito JN-3s foram enviados ao México para serviços de reconhecimento aéreo durante a "Expedição Pancho Villa" de 1916–1917.
Depois do sucesso com o JN-3, a Curtiss produziu uma versão melhorada, conhecida como JN-4, recebendo pedidos do Exército Norte americano e em dezembro de 1916, do Royal Flying Corps para um avião de treinamento a ficar baseado no Canadá, esta última era chamada extra oficialmente pelo RFC de "JN-4 (Canadian)". A versão canadense do JN-4, também conhecida como "Canuck", era construída com um bastão de controle no lugar do volante ao estilo Deperdussin usado nos demais JN-4, assim como outras alterações, incluindo: ailerons em todas as quatro asas, um leme maior e mais arredondado, e uma estrutura interna mais leve.
O Curtiss JN-4 é possivelmente o avião Norte americano mais famoso da Primeira Guerra Mundial, tendo sido muito usado para treinar pilotos durante o conflito, com uma estimativa de que 95% dos treinandos tenham voado um JN-4. Ele era um biplano biposto (estudante na frente do instrutor) de controle duplicado. Sua hélice em configuração de tração e a manobrabilidade, faziam dele a opção ideal para treinamento inicial de pilotos, com um motor V8 Curtiss OX-5 de 90 hp fornecendo velocidade máxima de 121 km/h e teto de serviço de 2.000 m.

## Histórico operacional

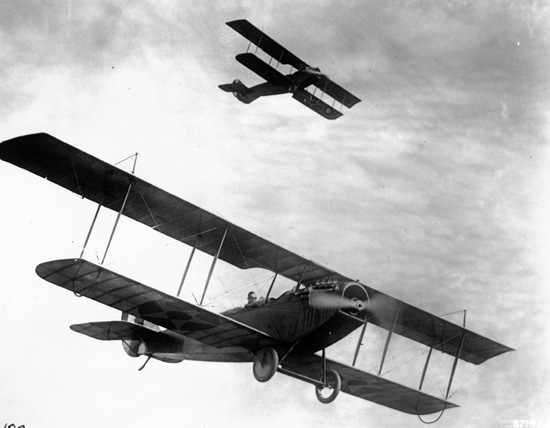
Dois Curtiss JN-4D no Campo Taliaferro, Texas, ~1918.

Os britânicos usaram o JN-4 (Canadian) fabricado no Canadá pela Canadian Aeroplanes Ltd. em conjunto com o Avro 504, para o treinamento primário de seus pilotos. Muitos dos pilotos do RFC aprenderam a voar nos JN-4, em Ontário e mais tarde nas instalações de inverno de Campo Taliaferro, Texas.
Apesar de projetado especificamente como avião de treinamento, os "Jenny" foram extensivamente modificados enquanto em serviço para assumir outras funções. Devido a sua robustez e estrutura facilmente adaptável capas de ser modificada para uso de esquis como trem de pouso, ele voou durante anos, inclusive em condições de tempo muito adversas. O compartimento removível atrás das cabines permitia o seu alongamento ou armazenamento de equipamentos e suprimentos adicionais, fazendo dos JN-4 a primeira "ambulância aérea", executando essa função durante a Guerra e nos anos seguintes a ela. A maioria dos 6.813 Jennys construídos eram desarmados, no entanto, alguns tinham instaladas metralhadoras e compartimentos de bombas para treinamento avançado, exclusivamente em bases nos Estados Unidos. nenhum foi usado em serviço na Primeira Guerra Mundial.
A fábrica da Curtiss em Buffalo, Nova Iorque, era a maior fábrica desse tipo do Mundo, mas devido à enorme demanda, de novembro de 1917 a janeiro de 1919, seis diferentes fabricantes estiveram envolvidos na produção do modelo definitivo, o JN-4D. A produção de peças sobressalentes ou recondicionadas, continuou até 1927, sendo que a maior parte dos últimos pedidos eram para o mercado civil do Canadá e dos Estados Unidos.

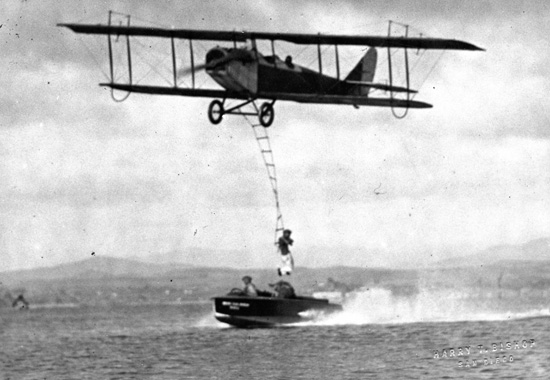
Uma das muitas "performances" executadas por "wing walkers usando o JN-4.

A versão final do avião foi a JN-6, equipada com um motor Hispano-Suiza 8 (V8) de 150 hp, com a primeira encomenda sendo feira pela Marinha em 1918. Uma versão hidroavião foi construída para a Marinha, mas de tão modificada, era essencialmente um outro avião, designado N-9. No uso pelo exército, os JN-4 e JN-6 usavam a configuração JNS ("S" de "standardized"). Os "Jenny" permaneceu em serviço no exército dos Estados Unidos até 1927.
Depois da primeira Guerra, milhares de "Jennys" foram vendidos para o mercado civil, incluindo um para Charles Lindbergh em maio de 1923 com o qual ele fez seu "voo solo". Aviões do estoque excedente do exército, também foram vendidos, alguns ainda "na caixa" por preços irrisórios entre $ 200 e $ 500, mas chegando a apenas $ 50 em algumas situações, literalmente "inundando" o mercado. Como os voos comerciais e privados não eram regulamentados nos Estados Unidos na época, os pilotos encontraram nos "Jenny", com sua baixa velocidade e grande estabilidade, o avião ideal para voos de exibição e acrobacias dando origem ao período que ficou conhecido como "era barnstorming" entre as duas Grandes Guerras, juntamente com o quase idêntico Standard J-1. Alguns continuavam voando na década de 1930.
A estrutura básica do JN-4 foi utilizada para produzir modelos mais modernos pelas empresas Weaver Aircraft Company / Advance Aircraft Company / Waco, como, por exemplo, o Waco 6.

## Variantes

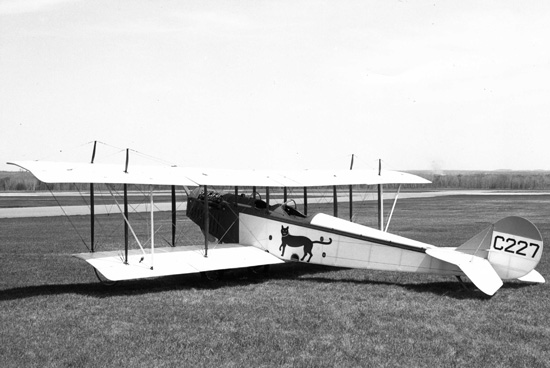
Um JN-4 C227 "Canuck" (USAAS #39158) operado pelo Exército em 1918, hoje restaurado e exposto no Canada Aviation and Space Museum.

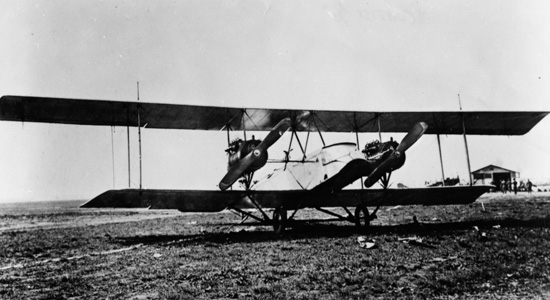
O desenvolvimento mais radical do Curtiss JN-4 foi o "Twin JN" (ou "Twin Jenny") poucos foram produzidos.

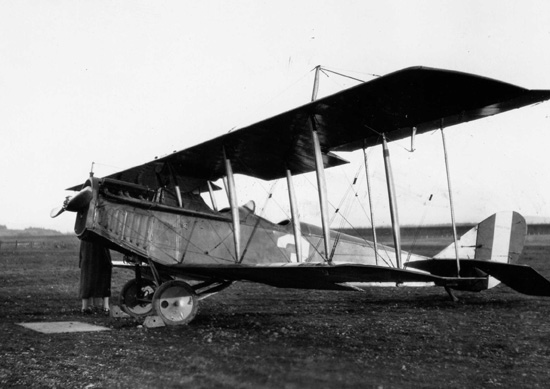
Um modelo Curtiss JN-6H pronto para decolar, ~1918.

Apesar de a primeira série de JN-4 ser virtualmente idêntica ao JN-3, a série JN-4 é considerada como a produzida baseada em pedidos de 1915–1919.
- JN-4A — Versão de produção do JN-4, 781 construídos.
- JN-4B — Versão equipada com um motor OX-2, 85 construídos.
- JN-4C — Versão experimental, apenas 2 construídos.
- JN-4 (Canadian) ou Canuck — Versão construída no Canadá, 1.260 construídos.[20]
- JN-4D — Versão melhorada usando algumas das características do Canuck, 2.812 construídos.
  - JN-4D-2 — Um protótipo apenas, com o suporte do motor revisado.[21]
- JN-4H — treinador avançado equipado com o motor Hispano-Suiza 8, 929 construídos.
  - JN-4HT — Versão de dois lugares com controles duplos.
  - JN-4HB — Versão de treinamento de bombardeio.
  - JN-4HG — Versão de treinamento de artilheiro.
  - JN-4HM — Versão de comunicação (serviço postal) do JN-4HT, equipada com um motor Wright-Hisso E de 150 hp; seis foram convertidos e usados no primeiro serviço aéreo postal dos Estados Unidos (maio a agosto de 1918)
- JN-5H — Versão de treinamento avançado, apenas um construído.
- JN-6 — Versão melhorada do JN-5. 1.040 construídos.[22]
- JN-6H — Versão melhorada do JN-6.
  - JN-6BH — Versão bombardeiro para treinamento.
  - JN-6HG-1 — Versão de dois lugares com controles duplos; 560 construídos, 34 para a Marinha.
  - JN-6HG-2 — Versão de treinamento de artilheiro; 90 construídos.
  - JN-6HO — Versão de treinamento de observador, 106 construídos.[22]
  - JN-6HP — Versão de treinamento de caça.
- JNS ("standardized")  — Durante o pós Guerra e os primeiros anos da década de 20, cerca de 200 a 300 aviões do exército foram "atualizados" com um conjunto padrão de equipamentos.

### "Especiais" e únicos

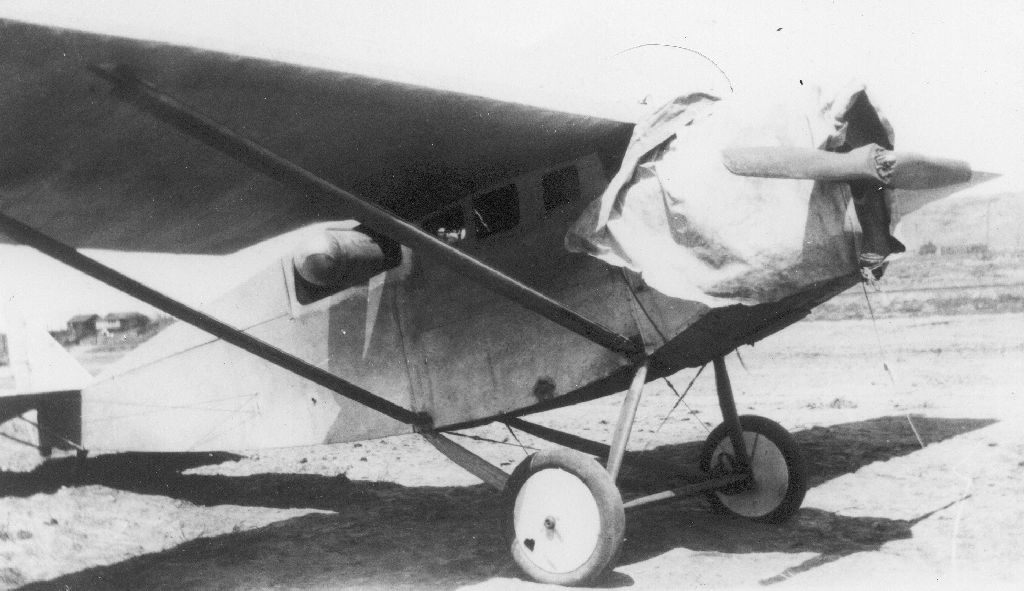
Uma das várias conversões do Curtiss JN-4 foi o Hennessey Monoplane de 1926.

- Allison Monoplane —  Conversão do JN-4 (Can) G-CAJL pela Allison Company, Kansas, que adaptou uma asa em parasol no lugar da configuração biplano; apenas uma conversão feita.[23]
- Curtiss Special (1918) — Uma variante menor, de um só lugar, feita sob encomenda para Katherine Stinson, equipada com um motor OXX-6 de 100 hp.[24]
- Ericson Special Three — Alguns aviões recondicionados pela Canadian Aeroplanes Ltd. equipados com uma terceira cabine.[10]
- Hennessey Monoplane — [25] Conversão para monoplano de 1926 por James R. Hennessey, transporte de três lugares; equipado com um motor Curtiss OX-5 de 90 hp; envergadura: 11 m; comprimento: 7.6 m.[26]
- Severski (1926) — Um JN-4 modificado com esquis no trem de pouso, apenas uma conversão feita pela Seversky.[27]
- Sperry Monoplane —  Conversão oferecida pela Sperry Company que montou uma asa parasol no lugar da configuração biplano.[28]
- Twin JN — Versão maior e bimotor do JN-4, equipada com motores OXX-2. Construído em 1916 como JN-5 para missões de reconhecimento, entre várias outras modificações, ele tinha maior envergadura e um novo leme. Dois deles entraram em serviço pelo Exército americano na fronteira com o México em 1916–1917. Um total de oito foram construídos, dois serviram a Marinha.[22]

## Usuários

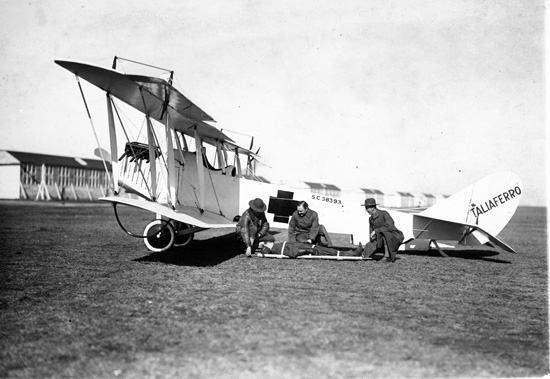
Um JN-4 convertido em ambulância, operado pelas equipes médicas no Campo Taliaferro, ~1918.

### Militares
- Argentina
- Austrália
- Brasil
- Canada
- Cuba
- Reino Unido
- Estados Unidos

### Civis
- Canadá
  - Elliot Air Service, Red Lake, Ontario[29]

## Sobreviventes

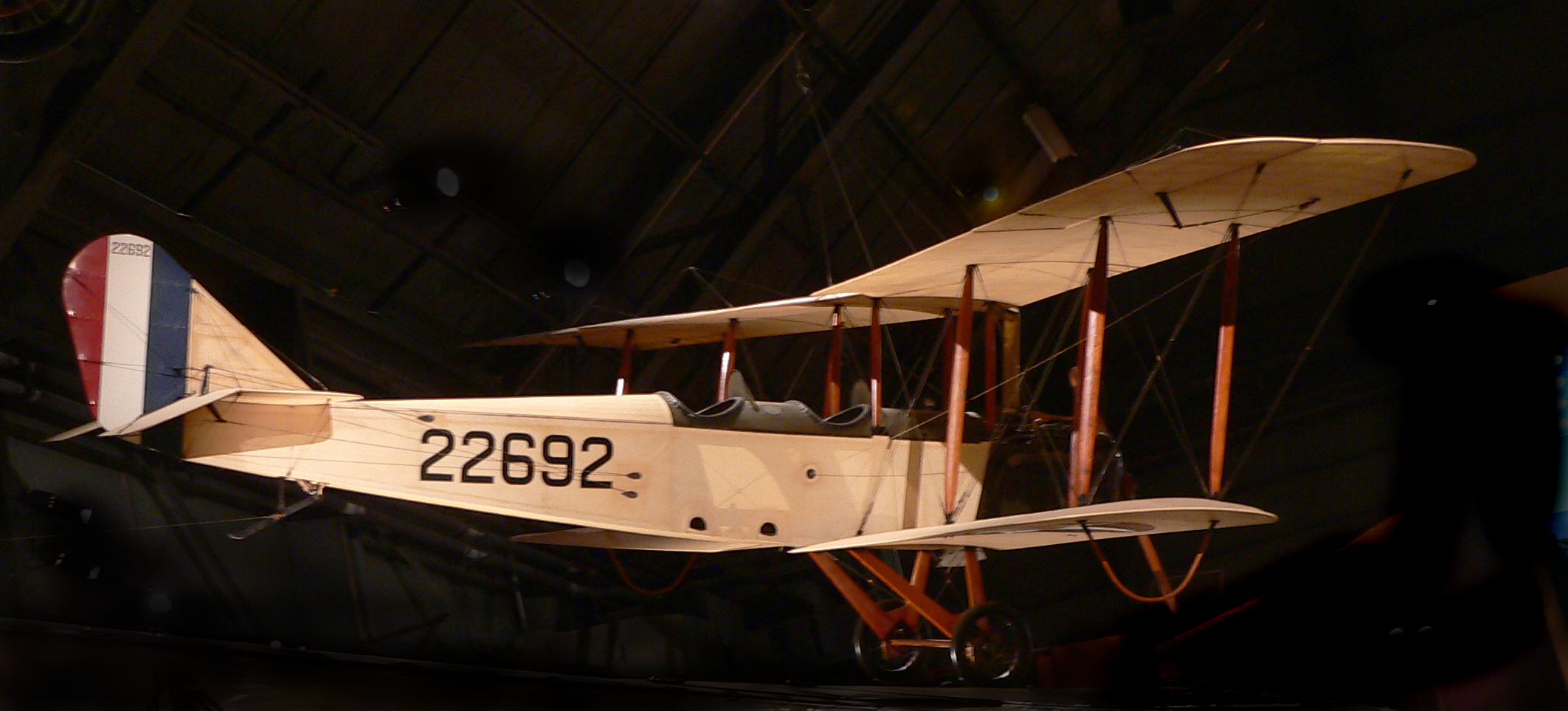
O JN-4D em exibição no National Museum of the United States Air Force.

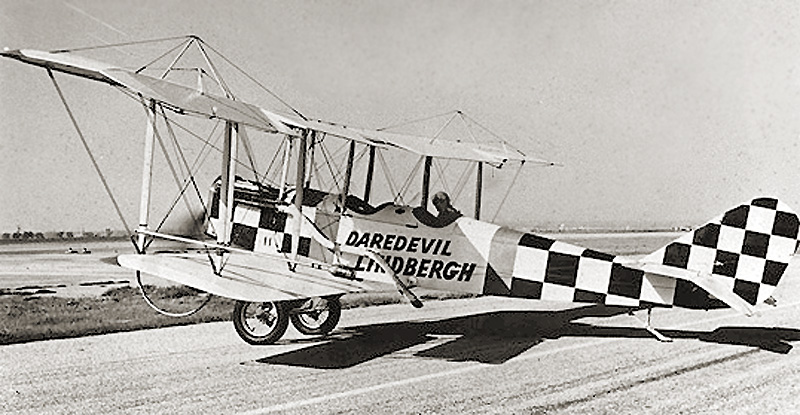
O Jenny "Daredevil Lindbergh's" em 1923

Cerca de 50 Jennys sobreviveram em museus e com proprietários privados.
- JN-4C C227 - em exibição no Canada Aviation and Space Museum, Rockcliffe, Ontario.
- JN-4C C308 - voa regularmente no Pioneer Flight Museum, Kingsbury, Texas.
- JN-4C C496 - em exibição no Historic Aircraft Restoration Museum, Creve Coeur Airport, St. Louis, Missouri.
- JN-4C C1122 - em condições de voo com Skeeter Carlson, Spokane, Washington.
- JN-4C 10875 - de John Shue, York, Pennsylvania.
- JN-4C C-AAI - parte do acervo do Reynolds-Alberta Museum, em Wetaskiwin, Alberta, Canadá.
- JN-4D  de 1917 - em exibição no Museum of Science and Industry em Chicago. Ele é exibido de cabeça para baixo próximo a um balcão para que detalhes do interior da cabine possam ser vistos.
- JN-4D U.S. Army Air Corps 1282 - em exibição no Western Antique Aeroplane & Automobile Museum (WAAAM) em Hood River, Oregon.[30]
- JN-4D, USAAC 2805 - em exibição no National Museum of the United States Air Force em Dayton Ohio. obtido de Robert Pfiel de Taylor, Texas em 1956.[31]
- JN-4D Signal Corps 2975, c/n 450 - construído em 1918, em exibição no Virginia Aviation Museum, Richmond, Virgínia, alugado de Ken Hyde, Warrenton, Virgínia.
- JN-4H, restaurado como "U.S. Navy 6226" (ex-USAAS "38262") - equipado com um raro motor Hispano-Suiza 8, em exibição no Old Rhinebeck Aerodrome em Rhinebeck, Nova Iorque. Ainda está em condições de voo e ocasionalmente voa em shows aéreos.[32]
- JN-4D U.S. Army Air Corps "2525" - em exibição no Call Aviation Field Memorial Exhibit no Kickapoo Air Park em Wichita Falls, Texas. Ele voa no primeiro sábado de cada mês quando as condições de tempo permitem.[33]
- JN-4D c/n. 4904 - em exibição no EAA AirVenture Museum, Oshkosh, Wisconsin.
- O Cradle of Aviation Museum em Long Island tem dois "Jennys" em exibição. Um deles é o avião que pertenceu a Charles Lindbergh, com o qual ele fez shows aéreos antes do seu voo transatlântico. Lindbergh comprou esse avião por $ 500 em maio de 1923, e vendeu para um de seus alunos em outubro. Ele foi reformado por esse último nos anos 70 e está sendo alugado do Long Island Early Fliers Club.[34]
- Um JN-4D construído em 1917 foi restaurado a condição de voo. Esta em exibição, e disponível para voos no Golden Age Air Museum no Grimes Airport,  Bethel, Pennsylvania.[35]
- Um JN-4D construído em 1918 foi restaurado a condição de voo. Esta em exibição na Flying Heritage Collection em Paine Field em Everett, WA. Ele é o item "3712" do U.S. Army Air Corps baseado em March Field, CA.

## Especificação (JN-4D)

Esquema em três vistas
do "Jenny" JN4-D2.

Estas são as características do "Jenny" JN-4D
- Características gerais:
  - Tripulação: dois
  - Comprimento: 8,33 m
  - Envergadura: 13,3 m
  - Altura: 3,01 m
  - Área da asa: 32,7 m²
  - Peso vazio: 630 kg
  - Peso máximo na decolagem: 871 kg
  - Motor: 1 x Curtiss OX-5, V8, refrigerado à água, de 90 hp.

- Performance:
  - Velocidade máxima: 121 km/h
  - Velocidade de cruzeiro: 97 km/h
  - Autonomia: 2 horas
  - Teto de Serviço: 2.000 m

## O selo "Inverted Jenny"

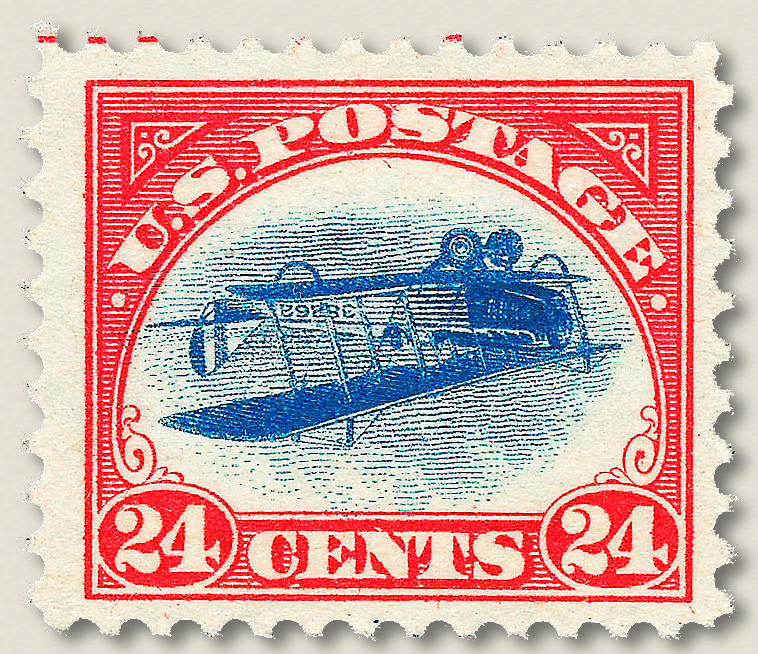
O "Inverted Jenny"

O selo raro, conhecido como "Inverted Jenny" foi resultado de um erro do operador, que depois de ter impresso a vinheta central em azul com a figura do Curtiss JN-4HM #38262 do Exército (primeiro avião postal), em uma prensa de controle manual, imprimiu a moldura em vermelho invertida em apenas uma página de 100 selos, numa outra prensa.
Como essa "inversão" ocorreu em apenas uma página, este selo passou a ser o erro de impressão mais raro e de maior valor conhecido pelo USPOD de todos os tempos. Um único exemplar desse selo (posição 57 na página em questão), foi vendido num leilão em 2007 por nada menos que $ 977.500,00.